# Стадио деле Алпи
„Стадио деле Алпи“ (на италиански: Stadio Delle Alpi, „Стадион на Алпите“), срещано и с неправилното съкращение „Деле Алпи“, е бивш стадион на футболния клуб „Ювентус“ от Торино, Италия.
Построен е през 1990 г. за световното първенство в Италия. Използва се от двата градски отбора – „Ювентус“ и „Торино“. От 2003 г. е собственост на „Ювентус“. През 2006 г. е затворен за реконструкция.
През май 2009 г. стадионът е съборен и на негово място е изградена „Ювентус Арена“.